# Thomas Anderson (botánico)
Thomas Anderson (26 de febrero de 1832, Edimburgo-† 26 de octubre de 1870, Edimburgo.) fue un botánico, explorador y médico escocés. 
Anderson fue cirujano en la India. De 1860 a 1868 fue director del Jardín botánico de Calcuta. Fue también el primer Conservador de los Bosques en Bengala, donde también recolectaba plantas. En 1861 llevó a cabo un viaje de recolección a Java y a la península malaya.
En 1868 regresó a Escocia y se dedicó a trabajar en la familia botánica de Acanthaceae. Murió en 1870 en Edimburgo.

## Obra
- Florula adenensis. En: Journ. Linn. Soc. Lond. Bot. 1860
- Catálogo de las plantas cultivadas en el Real Jardín Botánico de Calcuta. 1865a
- En un nuevo género de Moraceae de Sumatra y Singapur. En: Journ. Linn. Soc. Bot. 8, 1865, pp. 167–168
- La abreviatura «T.Anderson» se emplea para indicar a Thomas Anderson como autoridad en la descripción y clasificación científica de los vegetales.[1] anteriormente fue también la abreviatura "T.Anders."